# أسد أباد (مشكين شهر)
أسد أباد هي قرية في مقاطعة مشكين شهر، إيران. عدد سكان هذه القرية هو 93 في سنة 2006.